# Даррен Коллісон
Даррен Майкл Коллісон (англ. Darren Michael Collison; нар. 23 серпня 1987, Ранчо-Кукамонга, Каліфорнія, США) — американський професіональний баскетболіст, що грав на позиції розігруючого захисника за низку команд НБА.

## Ігрова кар'єра
На університетському рівні грав за команду УКЛА (2005—2009).
2009 року був обраний у першому раунді драфту НБА під загальним 21-м номером командою «Нью-Орлінс Горнетс». Професійну кар'єру розпочав 2009 року виступами за тих же «Нью-Орлінс Горнетс», захищав кольори команди з Нового Орлеана протягом одного сезону. У дебютному сезоні в лізі набирав 18,8 очок та 9,1 підбирань за гру, що дозволило йому поборотись за звання найкращого новачка року, зайнявши четверту сходинку в голосуванні.
З 2010 по 2012 рік грав у складі «Індіана Пейсерз».
2012 року разом з Дантеєм Джонсом перейшов до «Даллас Маверікс» в обмін на Іана Маїнмі. У складі команди з Далласа провів наступний сезон своєї кар'єри.
Наступною командою в кар'єрі гравця була «Лос-Анджелес Кліпперс», за яку він відіграв один сезон.
З 2014 по 2017 рік грав у складі «Сакраменто Кінґс».
Останньою ж командою в кар'єрі гравця стала «Індіана Пейсерз», до складу якої він повернувся 2017 року і за яку відіграв 2 сезони.
28 червня 2019 року оголосив про завершення кар'єри, щоб присвятити себе вірі. Він є свідком Єгови.

## Статистика виступів
| * | Лідер ліги |

### Регулярний сезон
| Сезон             | Команда                 | GP  | GS  | MPG  | FG%  | 3P%   | FT%  | RPG | APG | SPG | BPG | PPG  |
| ----------------- | ----------------------- | --- | --- | ---- | ---- | ----- | ---- | --- | --- | --- | --- | ---- |
| 2009–10           | «Нью-Орлінс Горнетс»    | 76  | 37  | 27.8 | .477 | .400  | .851 | 2.5 | 5.7 | 1.0 | .1  | 12.4 |
| 2010–11           | «Індіана Пейсерз»       | 79  | 79  | 29.9 | .457 | .331  | .871 | 2.8 | 5.1 | 1.1 | .2  | 13.2 |
| 2011–12           | «Індіана Пейсерз»       | 60  | 56  | 31.3 | .440 | .362  | .830 | 3.1 | 4.8 | .8  | .2  | 10.3 |
| 2012–13           | «Даллас Маверікс»       | 81  | 47  | 29.3 | .471 | .353  | .880 | 2.7 | 5.1 | 1.2 | .1  | 12.0 |
| 2013–14           | «Лос-Анджелес Кліпперс» | 80  | 35  | 25.9 | .467 | .376  | .857 | 2.4 | 3.7 | 1.2 | .2  | 11.4 |
| 2014–15           | «Сакраменто Кінґс»      | 45  | 45  | 34.8 | .473 | .373  | .788 | 3.2 | 5.6 | 1.5 | .3  | 16.1 |
| 2015–16           | «Сакраменто Кінґс»      | 74  | 15  | 30.0 | .486 | .401  | .858 | 2.3 | 4.3 | 1.0 | .1  | 14.0 |
| 2016–17           | «Сакраменто Кінґс»      | 68  | 63  | 30.3 | .476 | .417  | .860 | 2.2 | 4.6 | 1.0 | .1  | 13.2 |
| 2017–18           | «Індіана Пейсерз»       | 69  | 64  | 29.2 | .495 | .468* | .882 | 2.6 | 5.3 | 1.3 | .2  | 12.4 |
| 2018–19           | «Індіана Пейсерз»       | 76  | 76  | 28.2 | .467 | .407  | .832 | 3.1 | 6.0 | 1.4 | .1  | 11.2 |
| Усього за кар'єру | Усього за кар'єру       | 708 | 518 | 29.4 | .471 | .394  | .853 | 2.7 | 5.0 | 1.2 | .1  | 12.5 |

### Плей-оф
| Сезон             | Команда                 | GP | GS | MPG  | FG%  | 3P%  | FT%   | RPG | APG | SPG | BPG | PPG  |
| ----------------- | ----------------------- | -- | -- | ---- | ---- | ---- | ----- | --- | --- | --- | --- | ---- |
| 2011              | «Індіана Пейсерз»       | 5  | 5  | 29.2 | .391 | .667 | .636  | 2.6 | 4.0 | 1.0 | .4  | 9.4  |
| 2012              | «Індіана Пейсерз»       | 11 | 0  | 18.6 | .514 | .364 | .870  | 1.3 | 3.0 | 1.3 | .0  | 8.7  |
| 2014              | «Лос-Анджелес Кліпперс» | 13 | 0  | 19.2 | .389 | .083 | .867  | 2.1 | 2.4 | .5  | .1  | 8.5  |
| 2018              | «Індіана Пейсерз»       | 7  | 7  | 30.6 | .456 | .348 | .750  | 3.0 | 4.7 | 1.0 | .0  | 11.3 |
| 2019              | „Індіана Пейсерз“       | 4  | 4  | 29.3 | .422 | .364 | 1.000 | 3.0 | 4.0 | .5  | .0  | 12.0 |
| Усього за кар'єру | Усього за кар'єру       | 36 | 12 | 22.6 | .438 | .327 | .824  | 2.1 | 3.3 | .9  | .1  | 9.2  |